# شهر لاجینگ
شهر لاجینگ (به لاتین: Lajing Town) یک شهرک در جمهوری خلق چین است که در شهرستان خودمختار لنپینگ بای و پومی واقع شده‌است. شهر لاجینگ ۵۰۹٫۳۹ کیلومتر مربع مساحت و ۱۴٬۳۲۶ نفر جمعیت دارد.